# Sphaerodactylus nycteropus
Sphaerodactylus nycteropus är en ödleart som beskrevs av  Thomas och SCHWARTZ 1977. Sphaerodactylus nycteropus ingår i släktet Sphaerodactylus och familjen geckoödlor. Inga underarter finns listade i Catalogue of Life.